# Paspalum ramboi
Paspalum ramboi là một loài thực vật có hoa trong họ Hòa thảo. Loài này được I.L.Barreto mô tả khoa học đầu tiên năm 1983.